# Archedike (Tochter des Hippias)
Archedike (altgriechisch Ἀρχεδίκη) war eine im 6. und  5. Jahrhundert v. Chr. lebende Tochter des athenischen Tyrannen Hippias und Enkelin des Peisistratos.
Hippias strebte nach der Ermordung seines Bruders Hipparchos nach politischen Verbindungen mit dem Ausland und vermählte Archedike mit Aiantides von Lampsakos, dem Sohn des lampsakischen Tyrannen Hippoklos. So konnte er damit rechnen, dass ihm der am Hof Dareios’ I. einflussreiche Hippoklos Asyl gewähren würde, falls er sich zum Verlassen Athens gezwungen sehen sollte. Archedike starb in Lampsakos und erhielt hier ein Grabdenkmal, dessen metrisches Epitaph vom antiken griechischen Historiker Thukydides überliefert wurde. Laut Aristoteles verfasste der Dichter Simonides von Keos diese Grabaufschrift, gemäß derer Archedike trotz der großen Macht ihres Vaters, ihres Gatten und ihrer Söhne nicht dem Größenwahn verfallen war.